# Wilczyce (Sainte-Croix)
Pour les articles homonymes, voir Wilczyce.
Wilczyce est un village polonais de la voïvodie de Sainte-Croix et du powiat de Sandomierz. Il est le siège de la gmina de Wilczyce et comptait 814 habitants en 2011.